# Spiegler
Schwalbe  en Spiegler zijn historische Duitse merken van motorfietsen van dezelfde producent. 
De bedrijfsnaam was: Gebrüder Spiegler, Motorfahrzeugfabrik, Aalen/Württemberg
De gebroeders Spiegler werden bekend door hun Spiegler-motorfietsen, die echter pas vanaf 1923 onder die naam verkocht werden. Daarvoor heette het merk (vanaf 1922) Schwalbe. De Schwalbes hadden kleine 244cc-tweecilinder boxermotoren die in versterkte fietsframes hingen.
De Spiegler-modellen hadden echter 346-, 498- en 598cc-zij- en kopklep-eencilindermotoren van JAP en MAG, hoewel sommige onderdelen van de JAP-blokken zelf gemaakt werden. Vanaf 1929 was er een 198 cc Spiegler met JAP-kopklepmotor en een klein aantal met zelfgebouwde blokken. In 1932 beëindigde de gebroeders Spiegler de productie. 
- Er was nog een merk met de naam Schwalbe, zie Schwalbe (Uster).